# هربرت كوخ
هربرت كوخ (بالألمانية: Herbert Koch)‏ هو رياضياتي ألماني، ولد في 14 سبتمبر 1962.